# The Winchesters
The Winchesters (BRA/PRT: Os Winchesters) é uma série de televisão dramática de fantasia sombria norte-americana desenvolvida por Robbie Thompson como uma história derivada e prequela de Supernatural. A série estreou em 11 de outubro de 2022, na The CW.
No dia 11 de maio de 2023 a rede The CW anunciou oficialmente o cancelamento da série depois de apenas uma temporada. O último episódio foi exibido no dia 7 de março de 2023.

## Sinopse
Ambientada na década de 1970, Dean Winchester narra a história de como seus pais, John Winchester, e Mary Campbell, se conheceram, se apaixonaram, e lutaram contra monstros, enquanto procuravam por seus pais desaparecidos.

## Elenco e personagens

### Principal
- Meg Donnelly como Mary Campbell[4]
- Drake Rodger como John Winchester[4]
- Nida Khurshid como Latika Desai, uma jovem caçadora em treinamento.[5]
- Jojo Fleites como Carlos Cervantez, um confiante caçador de demônios.[5]
- Demetria McKinney como Ada Monroe, dona de uma loja de livros, com interesse em ocultismo.[6]
- Bianca Kajlich como Millie Winchester, mãe de John.[7]

### Recorrente
- Jensen Ackles como Dean Winchester (narrador)[8]
- Tom Welling como Samuel Campbell[9]
- Bridget Regan como Rockin' Roxy[10]

## Produção

### Desenvolvimento
Em 24 de junho de 2021, foi anunciado que uma série derivada de Supernatural, sob o título de "The Winchesters", e foco em John e Mary, pais de Sam e Dean, estava em desenvolvimento pela The CW.
A série tem produção executiva de Jensen Ackles, sua esposa Danneel Ackles, e o roteirista da série original, Robbie Thompson. Ackles também reprisa seu papel de Dean Winchester como narrador. Um episódio piloto foi confirmado pela emissora em 3 de fevereiro de 2022, dirigido por Glen Winter.
Em 21 de março de 2022, foi anunciado que Meg Donnelly e Drake Rodger foram escalados para os papéis de Mary e John. Em 12 de maio de 2022 foi anunciado que a The CW havia aprovado a série, que estreou em 11 de outubro de 2022. Em agosto do mesmo ano, foi confirmado que Ackles reprisaria seu papel de Dean, em uma aparição física no primeiro episódio.

### Filmagens
As gravações do primeiro episódio tiveram início em abril de 2022 na cidade de Nova Orleães. A fotografia principal para o restante da série teve início em 25 de julho de 2022, com previsão de conclusão em 15 de dezembro do mesmo ano.

## Episódios
| N.º | Título                     | Dirigido por         | Escrito por                        | Exibição original      | Cód. de produção | Audiência (milhões) |
| --- | -------------------------- | -------------------- | ---------------------------------- | ---------------------- | ---------------- | ------------------- |
| 1   | "Pilot"                    | Glen Winter          | Robbie Thompson                    | 11 de outubro de 2022  | T15.10162        | 0.78                |
| 2   | "Teach Your Children Well" | John F. Showalter    | Robbie Thompson & David H. Goodman | 18 de outubro de 2022  | T13.24102        | 0.46                |
| 3   | "You're Lost Little Girl"  | Claudia Yarmy        | Gabriel Alejandro Garza            | 25 de outubro de 2022  | T13.24103        | 0.55                |
| 4   | "Masters of War"           | John T. Kretchmer    | Julia Cooperman                    | 1 de novembro de 2022  | T13.24104        | 0.57                |
| 5   | "Legend of a Mind"         | Lisa Soper           | Sehaj Sethi                        | 15 de novembro de 2022 | T13.24105        | 0.46                |
| 6   | "Art of Dying"             | Geary McLeod         | Jess Kardos                        | 22 de novembro de 2022 | T13.24106        | 0.50                |
| 7   | "Reflections"              | Richard Speight, Jr. | David H. Goodman & Robbie Thompson | 6 de dezembro de 2022  | ASA              | 0.41                |

## Recepção

### Resposta crítica
No site agregador de críticas Rotten Tomatoes, 100% das 8 avaliações críticas de The Winchesters são positivas, com nota média de 6.9/10. No Metacritic, tem uma pontuação de 49 em 100 com base em 6 críticos, indicando "críticas mistas ou médias".

### Audiência
The Winchesters teve a estreia de série mais assistida da temporada de 2022-23.
| № | Título                     | Exibição original      | Rating/share (18–49) | Audiência (em milhões) | DVR (18–49) | Audiência em DVR (milhões) | Total (18–49) | Audiência total (em milhões) |
| - | -------------------------- | ---------------------- | -------------------- | ---------------------- | ----------- | -------------------------- | ------------- | ---------------------------- |
| 1 | "Pilot"                    | 11 de outubro de 2022  | 0.1                  | 0.78                   | 0.1         | 0.51                       | 0.2           | 1.29                         |
| 2 | "Teach Your Children Well" | 18 de outubro de 2022  | 0.1                  | 0.46                   | 0.1         | 0.43                       | 0.2           | 0.89                         |
| 3 | "You're Lost Little Girl"  | 25 de outubro de 2022  | 0.1                  | 0.55                   | 0.1         | 0.32                       | 0.2           | 0.87                         |
| 4 | "Masters of War"           | 1 de novembro de 2022  | 0.1                  | 0.57                   | 0.1         | 0.36                       | 0.2           | 0.93                         |
| 5 | "Legend of a Mind"         | 15 de novembro de 2022 | 0.1                  | 0.46                   | 0.1         | 0.38                       | 0.2           | 0.83                         |
| 6 | "Art of Dying"             | 22 de novembro de 2022 | 0.1                  | 0.50                   | 0.03        | 0.18                       | 0.1           | 0.68                         |
| 7 | "Reflections"              | 6 de dezembro de 2022  | 0.1                  | 0.41                   | 0.1         | 0.18                       | 0.1           | 0.59                         |